# Osociec hiszpański

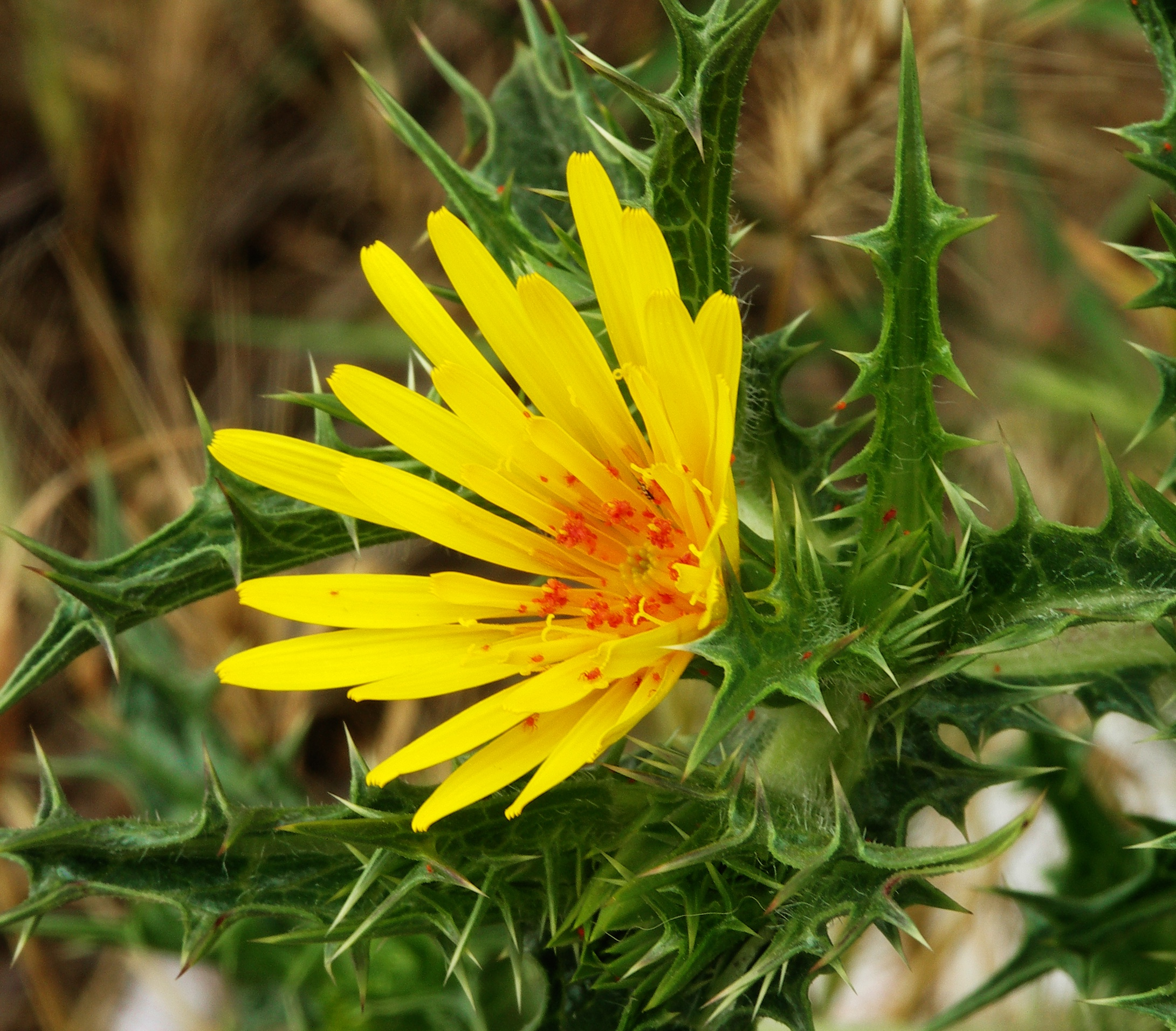

Osociec hiszpański (Scolymus hispanicus L.) – gatunek rośliny należącej do rodziny astrowatych (Asteraceae).

## Zasięg geograficzny
Pochodzi z obszaru śródziemnomorskiego. Rośnie dziko w Afryce Północnej (Wyspy Kanaryjskie, Maroko, Algieria, Tunezja, Egipt), południowej i południowo-wschodniej Europie  (Hiszpania, Portugalia, Francja, Albania; Bośnia i Hercegowina,  Bułgaria, Chorwacja, Kreta, Sardynia, Sycylia, Macedonia, Czarnogóra, Macedonia; Serbia, Słowenia, Rumunia, Krym),  Azji Zachodniej (Cypr, Izrael, Jordania, Liban, Syria, Turcja), na Kaukazie (Azerbejdżan, Gruzja,  Zakaukazie, Krasnodar). Jako gatunek zawleczony rozprzestrzenił się na Azorach, w Libii, Australii, niektórych stanach USA w Ameryce Północnej, Ameryce Południowej (Argentyna, Chile). Jako efemerofit występuje w Anglii, Belgii, Niemczech, Szwajcarii i Polsce. 

## Morfologia
PokrójRoślina dwuletnia lub bylina, podobna do ostu.
ŁodygaOsiąga wysokość do 2,5 m, jest górą rozgałęziona, nieciągle oskrzydlona i bardzo kolczasta.
LiściePodłużno-lancetowate, klapowane, długoogonkowe, gładkie i wyposażone w kolce.
KwiatyZłoto-żółte, zebrane w koszyczek o długości ok. 3 cm. Otoczony jest on kolczastymi podsadkami.
OwoceMają długość 2-3 mm i wyposażone są w puch kielichowy

## Biologia i ekologia
Kwitnie od maja do lipca. Nasiona zachowują zdolność kiełkowania przez kilka lat i do kiełkowania nie potrzebują okresu spoczynku. Liczba chromosomów 2n = 20.
Gatunek synantropijny. Pojawia się na terenach zmienionych przez człowieka, wokół zabudowań, na ziemi bogatej w związki azotowe. Rośnie wśród gruzów nieużytków, rowów, na ścieżkach; najczęściej  na terenach piaszczystych.

## Zastosowanie
- Młode pędy i liście nadają się po ugotowaniu do spożycia. Robi się z nich sałatki, zupy, gulasze, omlety[6].
- Ma własności moczopędne. O wykorzystaniu w lecznictwie tej rośliny pisał Teofrast z Eresos i Pliniusz Starszy[6].

## Udział w kulturze
Michael Zohary, jeden z badaczy roślin biblijnych, uważa, że pod występującym 9 razy w Biblii hebrajskim słowo ḥōah kryją się gatunki z rodzaju Scolymus występujące na Ziemi Świętej: Scolymus hispanicus i osociec plamisty Scolymus maculatus. W przekładach Biblii słowo to tłumaczone jest jako ciernie lub osty.